# Msabbaha
Msabbaha (en árabe: مسبحة, también romanizado como musabbaha, literalmente "nadando") es una variación del popular hummus en el Levante mediterráneo. En Galilea también es conocida como mashausha (en árabe: مشوشة).

## Ingredientes
La principal diferencia entre el msabbaha y el hummus es la textura. En contraste con el hummus, los garbanzos permanecen completos. Al igual que el hummus, este se come con pan de pita fresco.
La base del plato es la balila: hervir los garbanzos en agua limpia con un poco de comino, perejil picado y jugo de limón. Los piñones fritos en aceite de oliva o smen (mantequilla clarificada) a veces son vertidos en la balila. Entre otros ingredientes se encuentran el tahini y ajo picado.
Una variación de la msabbaha que es común en Damasco consiste en servir los garbanzos y los tahini con mantequilla derretida, granada, jugo de limón y pistachos o piñones. En el Líbano y en la Galilea este plato se conoce como masabaha o mashawsha, y puede ser servido condimentado con salsa picante u otros platillos. También se vende preenvasado.